# Odobești

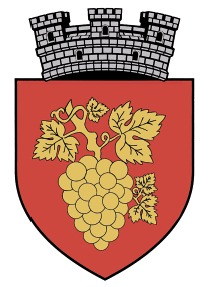
Herb miasta Odobești

Odobești – miasto we wschodniej Rumunii, w okręgu Vrancea (Mołdawia). Liczy 8 000 mieszkańców. Prawa miejskie otrzymało 27 października 1901.
W mieście rozwinął się przemysł winiarski.